# 法成寺
法成寺（ほうじょうじ）は、平安時代中期に藤原道長によって創建された、摂関期最大級の寺院。道長の主邸土御門殿の東にあたる鴨川西岸（東京極大路の東）に建てられ、京極御堂とも称され、道長の異称「御堂殿」「御堂関白」やその子孫御堂流の由来ともなった。現在の京都市上京区東端にあった。荒神口通寺町東入の路傍、京都府立鴨沂高等学校校庭の塀際に法成寺跡を示す石標が立てられている。

## 法成寺と藤原氏
藤原道長は、「この世をば わが世とぞ思ふ 望月の 虧（かけ）たることも なしと思へば」（『小右記』）の歌でも知られるように栄華を極めたが、晩年浄土信仰に傾倒し、病に苦しんだことから、寛仁3年（1019年）に出家し、土御門殿に隣接する地に、九体阿弥陀堂の建立を発願し、翌年に完成して無量寿院と号した。
諸国受領の奉仕を受け、続けて十斎堂、講堂、経蔵、道長の正妻源倫子による西北院、金堂、五大堂等と次々に堂舎が建てられ、その規模は東西2町・南北3町に及び、伽藍は豪壮を極めた。
治安2年（1022年）には法成寺と寺号を改め、金堂・五大堂の落慶供養が盛大になされた。供養には道長の孫にあたる後一条天皇の他、東宮（後の後朱雀天皇）、いずれも道長の娘である太皇太后藤原彰子・皇太后藤原妍子・中宮藤原威子も参加し、その様子は『栄花物語』に詳しく描かれている。法成寺は平等院の範となった寺院でもあり、当時、鴨川方向から見れば、ちょうど宇治川方向から見た平等院のようであったと思われる。
道長は法成寺で暮らしていたが、万寿4年(1027年）、死に臨んで東の五大堂から東橋を渡って中島、さらに西橋を渡り、西の阿弥陀堂に入った。そして、九体の阿弥陀如来の手から自分の手まで糸を引き、釈迦の涅槃と同様、北枕西向きに横たわり、僧侶たちの読経の中、自身も念仏を口ずさみ、西方浄土を願いながら往生したといわれている。
道長の死後も、長元3年（1030年）に上東門院（藤原彰子）により東北院が建立され、道長の嫡男藤原頼通も新堂を建てる等、繁栄は続いた。
天喜6年（1058年）2月23日に全焼した（この時、宋から伝わった大蔵経も一緒に焼けてしまった）ものの、頼通により直ちに再建された。この時本薬師寺から塔が移されたとする記録が残る。東北院は移転・再建され、左京区浄土寺真如町に現存している。
その後、頼通嫡男の藤原師実へと引き継がれたが、鎌倉時代に入りたびたび大火・兵火等の災難に遭遇して伽藍は荒廃した。
14世紀前半、兼好法師は『徒然草』の中で、無量寿院およびその9体の丈六仏と法華堂のみが残っていることを記し、世の無常の例えとしている。
現在は推定境内地南辺に法成寺があったことを示す石標が建てられているが、遺跡らしいものは何も残っていない。
周辺の発掘調査では京都府立鴨沂高等学校敷地内などから緑釉瓦などが出土しているほか、令和6年(2024年)には梨木神社境内地より当時の井戸と見られる遺構が見つかったことが発表されている。
また令和3年(2021年)末、法成寺の推定境内地内にあたる京都市上京区東桜町25－3のマンション建設工事現場より、柱座径90センチという巨大な礎石と、石造胎蔵大日如来像、くぼみ状の穴が開いた石材(有孔石)が出土した。工事作業中にブルドーザーが掘り起こしたもので、発掘調査による出土ではなく断定はできないものの、法成寺の関係遺物であると推定されている。石仏と一緒に出土した事から供養が必要と考えた工事関係者が近くにある清浄華院に持ち込み、清浄華院では法成寺金堂落成1000年を迎える令和4年(2022年)に、礎石などを庭園状に整備し、展示するようになった。